# Обикновено сляпо куче
Обикновеното сляпо куче (Spalax microphthalmus) е вид бозайник от семейство Слепи кучета (Spalacidae).

## Разпространение и местообитание
Разпространен е в Русия и Украйна.